# Akureyrarkirkja
Akureyrarkirkja är en stenkyrka som ligger centralt på en kulle i staden Akureyri i norra delen av Island.

## Kyrkobyggnaden
Kyrkan är uppförd efter ritningar av arkitekt Guðjón Samúelsson och invigd 17 november 1940. Kyrkan består av ett brett långhus med nord-sydlig orientering. Vid norra kortsidan finns ingång och två torn. Vid södra kortsidan finns ett smalare och lägre kor med absid. Kyrkorummet täcks av ett tunnvalv.

## Inventarier
- Stora orgeln är tillverkad av Steinmayer i Öttingen, Västtyskland och installerad 1961. 1995 byggdes orgeln om av danska orgelbyggaren P. Bruhn & Son. Numera har den 49 stämmor, 3200 pipor, tre manualer och en pedal.
- En kororgel är byggd 1988 av den isländska orgelbyggaren Björgvin Tómasson. Orgeln har fem stämmor och en manual.
- Reliefer på orgelläktarens front är utförda av skulptören Ásmundur Sveinsson och skildrar händelser i Jesu liv. Dessa är Jesu födelse, 12-årige Jesus i templet, Bergspredikan, Jesus välsignar barnen, Jesus botar sjuka, Jesus kallar en död man till liv, Jesus efter korsfästelsen.
- Dopfunten av vit marmor är tillverkad av Corrado Vigni i Italien. Funten är en exakt kopia Bertel Thorvaldsens dopängel i Vårfrukyrkan i Köpenhamn.
- Ett votivskepp hänger från kyrkorummets tak.